# Діброва (лісовий заказник, Рахівський район)
Дібро́ва — лісовий заказник загальнодержавного значення в Україні. Розташований у Рахівському районі Закарпатської області, на північ від смт Великий Бичків, на правобережжі річки Шопурки. 
Площа природоохоронної території 712 га. Статус з 1974 р. 
Охороняється насадження дуба скельного та дуба звичайного на верхній межі їх зростання; у домішку — бук, клен, явір, граб. У підліску зростають ліщина, кизил. У трав'яному покриві є рідкісні види — підсніжник звичайний, занесений до Червоної книги України, а також анемона дібровна, беладонна звичайна, білоцвіт літній, печіночниця звичайна та інші цінні рослини. 
Тваринний світ представлений типовими видами, серед яких олень європейський, сарна європейська, свиня дика, куниця лісова, куниця кам'яна, канюк, саламандра, тритон гребінчастий. Трапляється тритон карпатський, занесений до Червоної книги України.

## Стан охорони біорізноманітності
У заповіднику ведуться масові санітарні та інші рубки, що негативно відбивається на охороні рідкісних видів тварин. Тільки з 2010 р. по 2016 р. в заповіднику проведено очищення лісу від засміченості на площі 168,3 га, було заготовлено деревини 744 м3. Прохідні, санітарні, лісовідновлюванні, переформовування рубки були проведені на площі 193 га, було заготовлено 4151 м3 деревини. При цьому прохідні рубки проводилися незаконно, оскільки згідно з Положенням про цей заповідник, цей вид рубок у заповіднику заборонений.